# Aspilia elata
Aspilia elata là một loài thực vật có hoa trong họ Cúc. Loài này được Lindau mô tả khoa học đầu tiên năm 1901.